# Вещественные числа в средневековой исламской математике
Данная статья — часть обзора Развитие числовой системы в исламском мире.
В древнегреческой математике существовали принципиально разные понятия числа и величины. Разделение было настолько строгим, что в работах Евклида они рассматривались в разных книгах. К числам в древнегреческой математике относили только натуральные числа (понятие нуля древним грекам было неизвестно), а к величинам относили непрерывные сущности, такие как длины, площади, объёмы, углы или время — они могли быть произвольно делимыми и измеряемыми. Различая эти понятия, греки создали две разные теории для работы с ними: теорию отношений натуральных чисел и общую теорию отношений непрерывных величин. Хотя в позднеэллинистическую эпоху математики уже начали приближаться к тому, чтобы рассматривать отношение как некоторое обобщение понятия числа (например, появилось понятие «количества отношений»), такой шаг всё же сделан не был. Греки не видели потребности в разработке правил арифметических операций над отношениями.
Математики исламского мира соединили древнегреческие понятия числа и величины в единую более общую идею вещественных чисел. Они критически относились к представлениям Евклида об отношениях, в противовес ей развили теорию отношений произвольных величин и расширили понятие числа до отношения непрерывных величин. Это явилось естественным следствием нового, по сравнению с античным, подхода к математической науке в целом, когда на равных правах с теоретическими разделами в неё были включены практическая арифметика и алгебра.

## История

### IX век
Аль-Хорезми (780—850) дал следующее определение корня числа:
Абсолютный корень есть рациональный, то есть такой, значение которого известно со всей строгостью и его можно произнести; например, корень из ста есть десять, корень из девяти—три, а корень из четырёх—два. Иррациональный корень таков, что не существует пути строго выражения его через число: например, корень из двух или из трёх, или из десяти. Получают его приближённо и не ищут его истинного значения. Говорят, что похвала индийских брахманов звучит следующим образом—достоин хвалы тот, кто знает иррациональные корни.
В своих комментариях к X книге «Начал» Евклида, персидский математик аль-Махани (820—880) исследовал и классифицировал квадратичные иррациональные числа и более общие кубические иррациональные числа, которых в древнегреческой математике не исследовали. Он дал определение рациональным и иррациональным величинам, которые он и называл иррациональными числами:
Рациональными являются, например, 10, 12, 3%, 6% и так далее, поскольку эти величины произнесены и выражены количественно. Что не рационально, то иррационально, и невозможно произнести или представить соответствующую величину количественно. Например, квадратные корни чисел таких, как 10, 15, 20 — не являющихся квадратами.
В противовес концепции Евклида, что величины суть в первую очередь отрезки прямых, аль-Махани считал целые числа и дроби рациональными величинами, а квадратные и кубические корни — иррациональными. Он также ввёл арифметический подход ко множеству иррациональных чисел, поскольку именно он показал иррациональность результата сложения иррациональной величины и рациональной, результата вычитания рациональной величины из иррациональной и результата вычитания иррациональной величины из рациональной.
Значительный вклад в развитие теории отношений произвольных величин внёс Сабит ибн Курра (836—901), который в своих работах начал стирать грань между числами и величинами. Он применял к величинам термины, которые в античной математике использовались только для чисел. В своих трудах он обосновывал этот подход: «Мы хотим изложить здесь отношения величин таким образом, чтобы все, относящееся ко всем величинам, выполнялось в виде примеров на числах… Поэтому величина у нас понимается или как величина в старом смысле слова, или как число». Его работы, где он свободно пользовался умножением и делением непрерывных величин, стали важным шагом к стиранию принципиального различия между числами и величинами, заложенного древними греками.
Египетский математик Абу Камил (850—930) был первым, кто счёл приемлемым признать иррациональные числа решением квадратных уравнений или коэффициентами в уравнениях — в основном, в виде квадратных или кубических корней, а также корней четвёртой степени. Он отбросил принцип однородности, принятый в древнегреческой математике, изображая отрезками как само число, так и первую и вторую степени неизвестной.

### X век
Ахмад аль-Ахвази в своих комментариях к X книге «Начал» Евклида классифицировал иррациональности схожим с аль-Махани образом, но в отличие от него он, как и Евклид, ограничился лишь квадратичными иррациональностями в количестве 27 видов. Однако в отличие от Евклида он классифицировал иррациональности с арифметической точки зрения. Также он проиллюстрировал свою классификацию числовыми примерам и сформулировал утверждение о неоднозначности разложения рационального числа на иррациональные сомножители.
Иракский математик Мухаммад аль-Хашими вывел общие доказательства, а не наглядные геометрические демонстрации, иррациональности произведения, частного и результатов иных математических преобразований над иррациональными и рациональными числами.
Абу Джафар аль-Хазин (900—971) приводит следующее определение рациональной и иррациональной величины:
Пусть единична величина содержится в данной величине один или несколько раз, тогда эта данная величина соответствует целому числу… Каждая величина, которая составляет половину, или треть, или четверть единичной величины, или, сравнённая с единичной величиной составляет три пятых от неё, это рациональная величина. И в целом, всякая величина, которая относится к единичной как одно число к другому, является рациональной. Если же величина не может быть представлена как несколько или часть (1/n), или несколько частей (m/n) единичной длины, она иррациональная, то есть невыразимая иначе как с помощью корней.
Ибн Тахир аль-Багдади (961/980—1037) написал трактат «О соизмеримых и несоизмеримых величинах», целью которого он поставил согласование правил действий над числовыми иррациональностями с основными положениями «Начал» Евклида. Он сформулировал и доказал теорему, что между двумя рациональными числами существует бесконечное количество иррациональных чисел.

### XI—XV века
Омар Хайям (1048—1131) теоретически обосновал расширение понятия «числа» до положительного действительного числа. Важным новшеством в его подходе стало допущение делимости единицы — идея, противоречащая античной традиции. Это позволило ему ввести обобщённое понятие числа, включающее иррациональные отношения. В своих доказательствах он предлагал рассматривать величины абстрактно, «отвлечённые разумом» от их конкретной природы (линии, поверхности, тела или времени).
Аль-Каши (1380—1429) дал следующее определение корня числа, которое также включает в себя любые целые корни выше третьей степени:
Если умножить каждое число само на себя, затем на произведение, затем на второе произведение и так далее до бесконечности, то первое число называют основанием по отношению к каждому из произведений или корнем по отношению ко второму произведению, а произведения эти носят название степеней. Для каждой степени имеется своё особенное название: первое произведение называется <...> квадратом, второе произведение называется «кубом» по упомянутому выше названию основания.

## Влияние
Учение об иррациональностях позднее вошло в европейскую математическую литературу в том виде, в котором оно было разработано средневековыми учёными исламского мира. Благодаря им оно воспринималось уже исключительно как числовая теория, не требовавшая геометрического обоснования.
В долгом и сложном процессе формирования понятия действительного числа труды математиков исламского Востока сыграли ключевую роль. Они ознаменовали собой начало нового периода истории математики. На заложенном ими фундаменте основывались исследования европейских учёных, в сочинениях которых мы находим яркий пример преемственности научных идей.
Влияние восточной математической мысли наглядно проявилось в работах Леонардо Пизанского, который учился математике у арабских учителей в Алжире. В XIII веке он представил первое в Европе изложение книги X «Начал» Евклида. В своей работе, следуя за исламскими авторами, он отмечал: «Некоторые числа имеют корень и называются квадратами, а некоторые не имеют; их корни называются глухими, поскольку их нельзя найти в числах». Для обозначения иррациональных чисел он использовал прямой перевод арабского термина «асам» (глухой). До Леонардо Пизанского этот термин применил Герард Кремонский, который писал: «Глухая величина <…> это та, которую нельзя выразить словом, как корни чисел, не являющихся квадратными». В 14-й главе Фибоначчи дал определение евклидовых иррациональностей в арифметической форме, которое раннее было дано арабскими авторами.
Окончательно же современное понятие действительного числа было сформировано лишь в XIX веке, когда Вейерштрассом, Дедекиндом и Кантором было дано математически строгое определение.